# ازدنیک فیرلینگر
ازدنیک فیرلینگر (چکی: Zdeněk Fierlinger؛ زاده ۱۱ ژوئن ۱۸۹۱ – درگذشته ۲ مهٔ ۱۹۷۶) سیاستمدار، دیپلمات، و پرسنل نظامی اهل چکسلواکی بود. وی از ۵ آوریل ۱۹۴۵ تا ۲ ژوئن ۱۹۴۶ نخست‌وزیر چکسلواکی بود.
ازدنیک فیرلینگر در ۲ مه ۱۹۷۶، در سن ۸۴ سالگی درگذشت.